# Brissa Rangel
Brissa Rangel Mata (Ciudad de México, 24 de junio de 1990) es una futbolista mexicana. Juega de portera y su actual equipo es el Club Puebla Femenil de la Liga MX femenil. Forma parte de la selección femenina de fútbol de México. 

## Trayectoria deportiva
Inició su carrera como portera de la Selección de la Escuela Nacional Preparatoria 3, para después ser la portera universitaria de la Facultad de Artes y Diseño de la UNAM.
Fue jugadora del equipo Real Celeste, de 2014 a 2016, tiempo en el cual obtuvieron el campeonato de la Liga Mayor Femenil (2015) y con el que obtuvo 2 menciones consecutivas como portera del Equipo Ideal Liga Mayor Femenil. Además de ser bicampeonas en la Copa Telmex.
Tras la conformación de la Liga de Primera División Femenil de México, formó parte de la plantilla de jugadoras del Club Universidad Nacional Femenil. Ha participado en los torneos de Apertura 2017, Clausura 2018 y la Copa Liga MX Femenil 2017. Para el torneo Clausura 2019 se unió al Club Puebla Femenil, convirtiéndose en la portera titular del Club poblano.
En 2006 fue futbolista de Alto Rendimiento de los Equipos Representativos de la Universidad Nacional Autónoma de México, en Fútbol Asociación participó en dos Olimpiadas Nacionales, cuatro torneos internacionales, seis Universiadas Nacionales y diversas competencias dentro del país.
Integrante del Equipo Representativo de Fútbol Rápido en torneos nacionales de CONDDE, Universitarios, Libres de Federación, Fútbol de Salón y Fútbol 7.

### Selección nacional
Ha tenido llamados a concentraciones con a Selección Mexicana de Futbol Asociación Sub-20 (2007). Tuvo participación en la Copa Mundial Femenina de Fútbol Sub-20 de 2010, en la cual participó como portera suplente.

## Trayectoria académica
Es licenciada en Diseño y Comunicación Visual en Facultad de Artes y Diseño UNAM en 2015. Tiene un diplomado en Teoría y Metodología del Entrenamiento Deportivo en el Centro de Educación Continua de Estudios Superiores del Deporte UNAM en 2015, está acreditada en el nivel 3 del Sistema de Capacitación y Certificación para Entrenadores Deportivos en la Especialidad de Fútbol Asociación 2017. En 2012 capacitó en la posición de portera durante 3 meses aproximadamente a chicas de 14, 15 y 16 años del Representativo de Fútbol Asociación de la UNAM.